# التعليم متعدد اللغات
التعليم متعدد اللغات (Multilingual Education) عادًة ما يشير إلي «تعليم اللغة الأولي أولًا» أي أن التعليم المدرسي يبدأ بلغة الأم ويتحول إلي لغات إضافية. وتوجد عادًة برامج MLE في البلدان النامية، حيث يوجد المتحدثون بلغات الأقليات. وفي نفس الأمر تميل اللغات غير المهيمنة إلي الحرمان في نظام التعليم العادي، وهناك دعوات متزايدة لتوفير التعليم باللغة الأولي أولًا للأطفال المهاجرين من آباء مهاجرين أنتقلوا إلي العالم المتقدم النمو.

## عناصر التعليم المتعدد اللغات
• المؤسسة القوية: تبين البحوث أن الأطفال الذين يكون تعليمهم المبكر بلغة منازلهم يميلون إلي تحسين أدائهم في السنوات الأخيرة من تعليمهم (توماس وكوليير، عام 1997).
•البناء القوي: الفارق الأساسي بين برامج تعليم التعليم المتعدد اللغات وبرامج «تعليم لغة الأم» الريفية هو اشتمال الانتقال الموجه من التعلم عن طريق اللغة الأم إلي التعلم عن طريق لغة أخري. ويتصل التشديد علي اللغة الأم للطفل الإقرار الضمني بهويتها الثقافية أو الإثنية عن طريق الأخذ بلغات كانت تعتبر في السابق «غير قياسية» واستخدامها استخدامًا فعليًا في الفصل. ويؤكد التعليم المتعدد اللغات بهذا المعني أهمية نظرة الطفل إلي العالم في تشكيل تعلمه.

## مراحل برنامج التعليم المتعدد اللغات
يشير الفهم الواسع النطاق لبرامج التعليم المتعدد اللغات (اليونسكو2003,2005) إلي أن التعليم يجري في المراحل التالية:
المرحلة الأولي: يجري التعلم بالكامل بلغة الطفل المنزلية.
المرحلة الثانية: إجادة البناء في اللغة الأم وإدخال تقنية (اللغة الثانية) شفهيا.
المرحلة الثالثة: إتقان فموي للغة الثانية وإدخال تعلمها تحريرا.
المرحلة الرابعة: استخدام تقنية (اللغة الأم) واللغة الثانية كلتاهما للتعلم مدي الحياة.
ويشدد مؤيدون برنامج التعليم المتعدد اللغات علي أن عنصر اكتساب اللغة الثانية يعتبر بمثابة جسر بين لغتهم الأم واللغة (اللغات) الأخري، بحيث يكتسب المتعلمون القدرة علي التنقل ذهابًا وإيابًا بين لغتهم الأم واللغة (اللغات) الأخرى، بدلًا من مجرد برنامج انتقالي لمحو الأمية يتم فيه التخلي عن القراءة باللغة الأم في مرحلًة ما من مراحل التعليم. واستنادا إلي نظريات التعليم المتعدد اللغات الموضحة هنا، اعتمدت أندرا براديش وأوريسا نهجًا مواضيعيًا للتعليم المتعدد اللغات. وقد أتاح استخدام التقويم الموسمي في سياق ثقافي ذي صلة مجالًا أمام أطفال قبيلتي أندرا وأوريسا براديش لإعادة اكتشاف ثقافتهم من خلال لغتهم.
ويركز التعليم المتعدد اللغات في هذا النهج علي اللغة الأولي أولًا عند أخذ الطفل المناهج الاجتماعية- الثقافية في ثقافة الفصول ثم الانتقال إلي اللغة الثانية وبالإضافة إلي النظرية الأساسية لباولو فريري بشأن التربية النقدية ونظرية قواعد اللغة بشأن التعليم؛ فإن ليف فيغوستكي ونظرية بياجي بشأن الإدراك تطبق في التعليم المتعدد اللغات.
الشئ الفريد في هذا النهج هو إشراك المجتمع في وضع منهجهم الدراسي الخاص والتقليل إلي أدني حد من الهيمنة النظرية، وبالتالي خلق مجموعة جديدة من الأشخاص الذين يؤمنون بأخلاقيات الخلق وتبادل المعرفة للمجتمع من حصرها في أصحاب النظريات.

## التعليم المتعدد اللغات في أوديشا
أوديشا دولة متعددة اللغات حيث بها أكثر من 40 لغة عرقية بين القبائل المجدولة البالغ عددها 62 قبيلة، إلي جانب اللغات الهندية الحديثة مثل الهندية والبنغالية والتيلوغو.
ولمعالجة مسألة تعلم أطفال الأقليات الإثنية في المدارس؛ بدأت حكومة أوديشا برنامج التعليم المتعدد اللغات، عشر لغات قبلية.
ترأسها الدكتور ماهيندرا كومار كمدير مؤسسة التعليم المتعدد اللغات وبتوجيه من الأستاذ ب. باتاناياك والدكتور خاغيسوار مهاباترا الخبيرين البارزين متعددي اللغات.
وبدأت حكومة الولاية برنامج التعليم المتعدد اللغات القبلية في 547 مدرسة أعتمدت علي 10 لغات قبلية، وهذة البلاد هي سانتالي وسورا وكوي وكوفي وكويا وكيشان وأوروام وخوانغ وبوندا وهو.
وأعدت مناهج دراسية وكتب مدرسية مراعية للثقافات من الصف الأول إلي الصف الخامس للحفاظ على التعليم المتعدد اللغات القائم علي اللغة الأم من أجل تعليم أطفال القبائل.
وقامت حكومة الولاية بتعيين معلمين من نفس المجتمع اللغوي في المدارس لتعليم أطفال القبائل وصيغت أيضًا سياسة لغوية، كما دعم البرنامج المعهد الصيفي لعلم اللغة التي يرأسه السيد ستيف سيمبسون والسيدة ڤيكي سيمبسون وباميلل ماكنزي وكانت المناهج والكتب المدرسية بتوجيه من مجموعات موارد معهد التعلم.
وقد بدأ هذا البرنامج في عام 2005 وهو يعمل الآن في 2250 مدرسة للأغلبية من أطفال القبائل، ويمثل هذا البرنامج برنامجًا مستدامًا في البلدان الآسيوية، وقامت نحو 7 بلدان آسيوية بزيارة مدارس التعليم المتعدد اللغات.
بدأ الدكتور هيندرا كومار ميشرا برنامج التعليم المتعدد اللغات في تشاتيغارا وتبني لغة الدوروا في البرنامج وعقد حلقتين دراسيتين وطنيتين وحلقة دراسية دولية بشأن التعليم المتعدد اللغات خلال الفترة 2006-2019.وحضر هذه المؤتمرات بعض اللغويين والمعلمين المتعددي اللغات وهم الدكتور ديفيد هاف والدكتور سيتاكانتا مهاباترا والدكتور خاغيسوار مهاباترا.